# Pouldouran
Pouldouran [pulduʁɑ̃] est une ancienne commune du département des Côtes-d'Armor, dans la région Bretagne, en France. Elle est aujourd'hui commune déléguée de la commune de La Roche-Jaudy.
En 2017, la commune a obtenu le Label « Communes du Patrimoine Rural de Bretagne » pour la richesse de son patrimoine architectural et paysager.

## Toponymie
Le nom de la localité est attesté sous les formes Poldoran vers 1330, treff de Plodoran en 1427, Pouldouran en 1437, Pouldoran en 1461, Ploudoran en 1463, Pouldouran en 1481.
Pouldouran vient du breton poul (« mare, étendue d'eau ») et de Douran (« loutre »), correspondant breton de l'irlandais dobhran
« Bien qu'on ait signalé une chapelle disparue dédiée à Saint Ouran ou Douran, il ne semble pas qu'on puisse reconnaître au lieu cet éponyme. Si l'on se fonde sur un lieu-dit Parc-Sandouren, à Berhet, la forme Douran résulterait, en effet, d'une fausse coupe du breton Sand Ouran. À peu de distance au nord-est, sur le territoire de Pleumeur-Gautier, existe une chapelle dédiée à Saint-Aaron, dite aussi Saint-Ouron ou -Douron ».

## Histoire

### XXesiècle

#### Les guerres duXXesiècle
Le Monument aux morts Pouldouran porte les noms des 28 soldats morts pour la France :
- vingt sont morts durant la Première Guerre mondiale ;
- six sont morts durant la Seconde Guerre mondiale ;
- un est mort durant la guerre d'Indochine ;
- un est mort dans un lieu indéterminé.

## Héraldique
| Blason de Pouldouran | Blason  | D'azur aux dix billettes d'or ordonnées 4, 3, 2 et 1, au franc-canton de gueules chargé d'un lion d'argent. |
| Blason de Pouldouran | Détails | Le statut officiel du blason reste à déterminer.                                                            |

## Politique et administration

### Liste des maires
| Période                                  | Période       | Identité                    | Étiquette | Qualité                                                                               |
| ---------------------------------------- | ------------- | --------------------------- | --------- | ------------------------------------------------------------------------------------- |
| Les données manquantes sont à compléter. |               |                             |           |                                                                                       |
| octobre 1947                             | mars 1965     | Pierre Le Merdy             |           | Cultivateur                                                                           |
| mars 1965                                | mars 1971     | Marcel Josse                |           |                                                                                       |
| mars 1971                                | mars 1977     | Roger Le Gulluche           | PS        | Directeur d'école retraité Maire de Tréguier (1977 → 1989)                            |
| mars 1977                                | mars 1989     | Maurice Nédélec (1923-2012) |           | Facteur, maire honoraire                                                              |
| mars 1989                                | mars 2001     | Jean-Jacques Zwingelstein   |           | Ancien directeur d'union coopérative Président de la CC du Pays Rochois (1993 → 1995) |
| mars 2001                                | mars 2014     | Fanch Jestin                | SE        | Professeur de mathématiques 3e vice-président de la CC du Pays Rochois (2001 → ?)     |
| mars 2014                                | décembre 2018 | Hervé Lintanf               | ECO       | Professeur des écoles                                                                 |

### Liste des maires délégués
| Période        | Période     | Identité      | Étiquette | Qualité                              |
| -------------- | ----------- | ------------- | --------- | ------------------------------------ |
| 7 janvier 2019 | 23 mai 2020 | Hervé Lintanf | ECO       | Professeur des écoles                |
| 23 mai 2020    | En cours    | Renaud Merlé  |           | Policier portuaire, adjoint au maire |

## Démographie
L'évolution du nombre d'habitants est connue à travers les recensements de la population effectués dans la commune depuis 1793. Pour les communes de moins de 10 000 habitants, une enquête de recensement portant sur toute la population est réalisée tous les cinq ans, les populations de référence des années intermédiaires étant quant à elles estimées par interpolation ou extrapolation. Pour la commune, le premier recensement exhaustif entrant dans le cadre du nouveau dispositif a été réalisé en 2005.

En 2016, la commune comptait 159 habitants, en évolution de −3,64 % par rapport à 2010 (Côtes-d'Armor : +1,78 %, France hors Mayotte : +2,11 %).
| 1793 | 1800 | 1806 | 1821 | 1831 | 1836 | 1841 | 1846 | 1851 |
| ---- | ---- | ---- | ---- | ---- | ---- | ---- | ---- | ---- |
| 235  | 282  | 236  | 318  | 340  | 327  | 337  | 373  | 360  |

| 1856 | 1861 | 1866 | 1872 | 1876 | 1881 | 1886 | 1891 | 1896 |
| ---- | ---- | ---- | ---- | ---- | ---- | ---- | ---- | ---- |
| 335  | 321  | 361  | 369  | 366  | 344  | 342  | 335  | 311  |

| 1901 | 1906 | 1911 | 1921 | 1926 | 1931 | 1936 | 1946 | 1954 |
| ---- | ---- | ---- | ---- | ---- | ---- | ---- | ---- | ---- |
| 322  | 286  | 285  | 234  | 239  | 238  | 228  | 210  | 203  |

| 1962 | 1968 | 1975 | 1982 | 1990 | 1999 | 2005 | 2006 | 2010 |
| ---- | ---- | ---- | ---- | ---- | ---- | ---- | ---- | ---- |
| 188  | 212  | 162  | 145  | 146  | 160  | 147  | 145  | 165  |

| 2015 | 2016 | - | - | - | - | - | - | - |
| ---- | ---- | - | - | - | - | - | - | - |
| 161  | 159  | - | - | - | - | - | - | - |

## Lieux et monuments

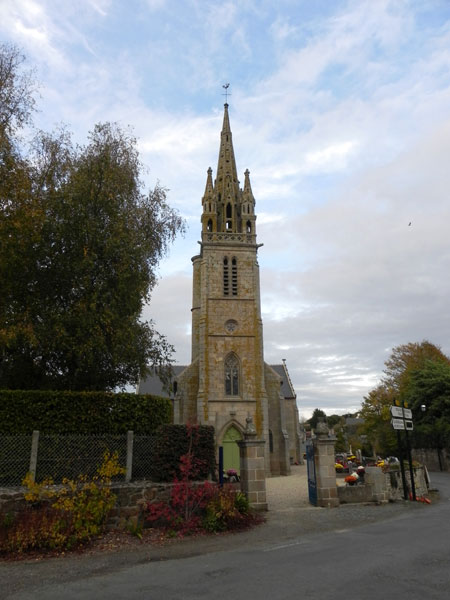
L'église Saint-Bergat.

- Église Saint-Bergat : construite de 1859 à 1867, sa voûte et l'oculus au-dessus du maître autel sont décorés par le peintre Raphaël Donguy en 1864.
- Anciens routoirs à lin : bassins qui servaient au rouissage du lin. Plusieurs ont été restaurés par une association locale